# Периметр

Периметр — довжина контуру замкнутої плоскої фігури, довжина межі.

Пери́метр (дав.-гр. περίμετρον, дав.-гр. περιμετρέο — вимірюю навколо) — сумарна довжина границь, які обмежують геометричну фігуру на площині. «Периметр» вживають як для позначення довжини границь фігури, так і для самих границь. Найчастіше позначається латинською літерою {\displaystyle P}.
Обчислення периметра має практичне значення. Наприклад, для обчислення довжини огорожі навколо саду чи ділянки. Периметр колеса (кола) визначає, наскільки далеко воно переміститься при повному оберті. Таким само, довжина нитки, намотаної на коробку, тісно пов'язана з периметром коробки.

## Периметри найпростіших фігур
| фігура                      | формула                                                                | змінні |
| --------------------------- | ---------------------------------------------------------------------- | --- |
| коло                        | {\displaystyle P=2\pi r=\pi d}                                         | де {\displaystyle r} — радіус кола, а {\displaystyle d} — діаметр.                                                          |
| трикутник                   | {\displaystyle P=a+b+c}                                                | де {\displaystyle a}, {\displaystyle b} і {\displaystyle c} — довжини сторін трикутника                                     |
| правильний трикутник        | {\displaystyle P=3a}                                                   | де {\displaystyle a} — довжина сторони                                                                                      |
| квадрат / ромб              | {\displaystyle P=4a}                                                   | де {\displaystyle a} — довжина сторони                                                                                      |
| прямокутник, паралелограм   | {\displaystyle P=2(l+w)}                                               | де {\displaystyle l} і {\displaystyle w} — довжини двох суміжних сторін                                                     |
| рівносторонній багатокутник | {\displaystyle P=na}                                                   | де {\displaystyle n} — число сторін, {\displaystyle a} — довжина сторони                                                    |
| правильний многокутник      | {\displaystyle P=2nb\sin \left({\frac {\pi }{n}}\right)}               | де {\displaystyle n} — число сторін, а {\displaystyle b} — відстань від центра многокутника до однієї з вершин многокутника |
| довільний многокутник       | {\displaystyle P=a_{1}+a_{2}+a_{3}+\cdots +a_{n}=\sum _{i=1}^{n}a_{i}} | де {\displaystyle a_{i}} — довжина {\displaystyle i} -й (1, 2, 3 … n) сторони n-кутника                                     |

## Периметркруга

Периметр круга P = d·π (тут d=1)

Оскільки границя круга — коло, то периметром круга є довжина довжина кола, що його обмежує. Тобто периметр круга дорівнює
{\displaystyle P_{\circ }=2\pi r=\pi d}
 або
{\displaystyle P_{\circ }\approx 6{,}28r\approx 3{,}14d}

## Многокутники
Многокутники є основними фігурами для визначення периметрів, і не тільки тому, що вони є найпростішими фігурами, але й тому, що периметри багатьох фігур обчислюються апроксимацією їх послідовністю багатокутників. Першим відомим математиком, який використав цей підхід, був Архімед, який апроксимував периметр кола, описуючи навколо нього правильні многокутники.

Формула периметра прямокутника.

Периметр многокутника дорівнює сумі довжин його сторін. Зокрема, периметр прямокутника, що має ширину {\displaystyle w} та довжину {\displaystyle \ell }, дорівнює {\displaystyle 2w+2\ell } (див. рисунок).
Рівносторонній многокутник — це многокутник, що має рівні довжини сторін (наприклад, ромб — це рівносторонній мнгокутник з 4 сторонами). Щоб вирахувати периметр рівностороннього многокутника, потрібно помножити число сторін на довжину сторони.
Периметр правильного многокутника можна обчислити за кількістю сторін та його радіусом, тобто відстанню від центра до вершин. Довжину сторони можна вирахувати, використовуючи тригонометрію. Якщо R — радіус багатокутника, а n — число сторін, периметр дорівнює
{\displaystyle 2nR\sin \left({\frac {180^{\circ }}{n}}\right).}
Для обчислення периметра кола знання радіуса або діаметра та числа π достатньо. Проблема полягає в тому, що π не є раціональним (його не можна виразити у вигляді дробу двох цілих чисел) і навіть не є алгебричним (воно не є коренем жодного поліноміального рівняння з раціональними коефіцієнтами). Таким чином, отримання точного наближення до π важливе для обчислень. Знаходження знаків π належить до багатьох галузей, таких як математичний аналіз та теорія алгоритмів.

## Осмислення периметра

Чим дрібніша структура фігури, тим менша площа і тим більший периметр. Опукла оболонка залишається незмінною.

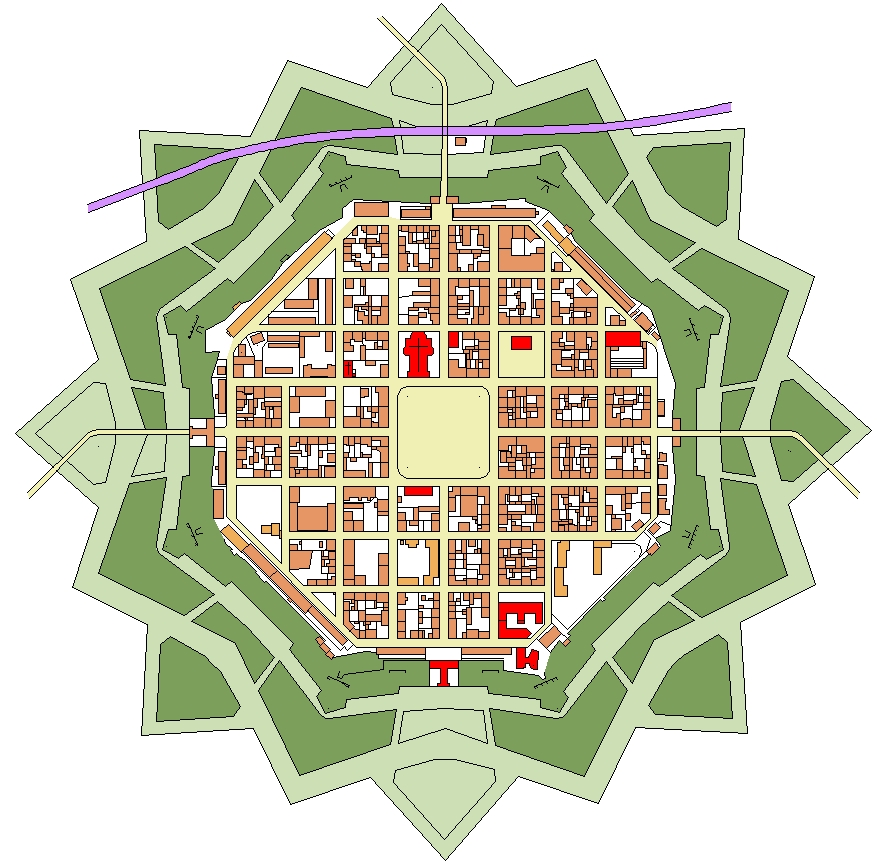
Периметр фортеці Неф-Бризак складний. Найкоротший шлях для обходу фортеці — по межі опуклої оболонки.

Периметр і площа є двома основними вимірами геометричних фігур, їх часто плутають. Нерідко також вважають, що збільшення однієї із цих величин призводить до збільшення іншої. Справді, збільшення (або зменшення) розміру фігури призводить до збільшення (або зменшення) її площі, як і її периметра. Так, наприклад, якщо намалювати карту поля в масштабі 1:10 000, дійсні розміри периметра можна обчислити простим множенням на 10 000. Дійсна ж площа буде в 10 0002 разів більша за площу фігури на карті.
Тим не менш, немає жодного зв'язку між площею та периметром фігур. Наприклад, периметр прямокутника шириною 0,001 і довжиною 1000 трохи більше 2000, тоді як периметр прямокутника шириною 0,5 і довжиною 2 дорівнює 5. Площі обох фігур дорівнюють 1.
Прокл (V-е століття) писав, що грецькі селяни ділили поля, спираючись на периметри, проте врожай з поля пропорційний площі, а не периметру, і багато наївних селян отримували поля з великим периметром, але малою площею.
Якщо видалити частину фігури, її площа зменшиться, а ось периметр може не зменшитися. Слід також розрізняти периметр і опуклу оболонку. Опуклу оболонку візуально можна уявити як гумку, натягнуту навколо фігури. На малюнку зліва всі фігури мають одну опуклу оболонку (шестикутник).

## Ізопериметрична задача
Ізопериметрична задача — це задача знаходження фігури з найбільшою площею серед фігур, що мають заданий периметр. Рішення інтуїтивне — це коло . Зокрема, тому краплі жиру в бульйоні мають форму кружечків.
Задача видається простою, але строге математичне доведення складне. Ізопериметричну задачу іноді спрощують — знайти чотирикутник, трикутник або іншу певну фігуру з найбільшою площею серед тих, що мають заданий периметр. Розв'язання ізопериметричної задачі для чотирикутників — квадрат, для трикутників — правильний трикутник. У загальному випадку, многокутник з n сторонами має найбільшу площу при заданому периметрі, якщо він є правильним, тобто ближчим до кола, порівняно з неправильними многокутниками. Перше доведення провів М. В. Остроградський[джерело?].

## Варіації та узагальнення
- Півпериметр — половина периметра. Використовується переважно в геометрії трикутника.